# SPI総合検査
SPI総合検査（エスピーアイそうごうけんさ）は、リクルートマネジメントソリューションズ（旧社名：人事測定研究所→HRR）が提供する適性検査である。性格と能力の2領域を測定する。
SPIはSynthetic Personality Inventory（総合適性検査）の略である。

## 概要
日本初の総合適性検査として、企業の入社試験において高頻度で利用される。2012年の実績として、9,050社が利用しているほか、公務員試験の代わりに利用している自治体もある。学力や知識だけを問うものではなく、いろいろな側面から見て総合的に判断するテストであり、人物中心主義のニーズに応えたものとなっている。また、検査の結果は受験生には明かされない仕組みとなっている。
実施形態としてテストセンター、インハウス（企業内PC受験型）、WEB実施、紙実施（マークシート）の4つの実施形態を提供している。現在、テストセンターは主要7都市に常設されている。
また、同様のものとして、管理職の適性を検査する NMAT、中堅社員の適性・能力を検査する JMAT といわれる適性検査もリクルートマネジメントソリューションズより提供されている。

## 沿革
- 1963年、SPIの前身となるリクルートテストが開発される。
- 1973年、SPIが開発される。
- 2002年、SPI2が開発される。
- 2004年、テストセンターを開設。
- 2012年、SPI3が開発される。